# 1er bataillon de volontaires de Paris
Le 1er bataillon de volontaires nationaux de Paris, du district de Paris, était une unité militaire de l’armée française créé sous la Révolution française. Il fut également appelé plus simplement 1er bataillon de Paris.

## Création et différentes dénominations
Le 1er bataillon de volontaires nationaux de Paris est formé du 21 juillet au 3 août 1791 au camp de Grenelle.
Le bataillon était formé avec les volontaires des 4e et 6e divisions de la garde nationale parisienne
- La 4e division était composée des bataillons des districts de Saint-Jacques-l'Hôpital (31e district), Bonne-Nouvelle (32e district), Saint-Leu (33e district), Saint-Lazare (34e district), Sainte-Opportune (35e district), Saint-Jacques-la-Boucherie (36e district), Petis-Pères (37e district), Saint-Eustache (38e district), Saint-Magloire (39e district), Saint-Joseph (40e district).
- La 6e division était composée des bataillons des districts de l'Oratoire (51e district), les Feuillants (52e district), les Filles-Saint-Thomas (53e district), Saint-Philippe-du-Roule (54e district), Saint-Germain-l'Auxerrois (55e district)[1],[2], les Jacobins-Saint-Honoré (56e district), Saint-Honoré (57e district), Capucins-Saint-Louis (58e district), Capucins-Saint-Honoré (59e district), Saint-Roch (60e district).

- Lors de la première réorganisation le 11 messidor an III, 
  - le 1er bataillon de volontaires de Paris est amalgamé avec
  - le 1er bataillon de volontaires des Ardennes,
  - le 5e bataillon de volontaires de la Drôme et
  - le 12e bataillon de volontaires de la Gironde

pour former la 201e demi-brigade de première formation.

## Commandant
- Lieutenant-colonel Claude Antoine Capon de Château-Thierry

## Historique des garnisons, combats et batailles

### 1791
- 21 juillet 1791 : Le 1er bataillon de Volontaires de Paris, composé de 578 volontaires tirés des bataillons des 4e et 6e divisions de la garde nationale de Paris, est formé au camp de Grenelle
- 3 août : le bataillon est mis en route pour rejoindre l'Armée du Nord, occupe Gonesse puis séjourne au camp de Verberie.
- Le 27 septembre le bataillon quitte Verberie en direction de Bapaume
- Le 25 novembre, en garnison à Bapaume, le 1er bataillon est passé en revue, par le maréchal de camp Gabriel Louis de Caulaincourt. Affecté à l'armée du Nord, il restera en garnison dans cette ville jusqu'en 1792.

### 1792
- 12 mars 1792 le bataillon rejoint l'armée à Maulde
- Le 30 avril il combat à Quiévrain
- Le 1er mai il occupe un poste détaché à Saint-Amand.
- Durant le reste du mois de mai il est envoyé à l'expédition du général Luckner et prend les villes d'Ypres, de Menin et de Courtrai
- Le 3 août, on retrouve le bataillon au camp de Maulde où il effectue une sortie contre les troupes autrichiennes près de Bleharies[3] et capture le poste et fait une trentaine de prisonniers.
- Le 3 septembre, le 1er bataillon quitte Maulde avec la 1re colonne commandée par Pierre Riel de Beurnonville
- Le 10 septembre la colonne atteint Avesnes-sur-Helpe où elle est rejointe par la 2e colonne d'Auguste Marie Henri Picot de Dampierre puis elles marchent sur Grandpré
- Le 20 septembre, le 1er bataillon fort de 600 hommes est dans 1re brigade de la division de réserve de l'armée du Nord et participe à la bataille de Valmy où il n'a qu'un rôle très secondaire.
- Le 11 octobre il fait partie de l’avant-garde de l'armée de Belgique nouvellement créée.
- Le 6 novembre : C’est à la bataille de Jemmapes que le régiment se couvre de gloire. Marchant à la tête du seul régiment de Flandre et du 1er bataillon de volontaires de Paris, le général Dampierre attaque les six bataillons étrangers qui débordent le corps du général Beurnonville. Les troupes  de Dampierre parviennent à les renverser et à enlever les deux redoutes qu’ils gardaient, puis tournent les canons contre les Autrichiens et rendent ainsi à Beurnonville assez de liberté pour pouvoir passer à l’offensive.

Le 1er bataillon suit les opérations de la conquête de la Belgique et prend part à la campagne d'hiver.

### 1793
- En février 1793, les 500 hommes du bataillon tiennent garnison à Malines
- 4 mars 1793, le bataillon quitte Malines pour Liège.

Le désastre de Maastricht, oblige le bataillon à entrer en campagne. Il suit l'armée dans sa retraite.
- Les 16 et 17 mars combats près de Tirlemont
- Le 18 mars il combat à Neerwinden
- Le 8 avril on le trouve en poste au Quesnoy, dans des escarmouches près de Bavay puis il campe à Anzin
- Les 1er, 8 et 23 mai, presque continuellement en avant-garde, il prend part aux combats sous Valenciennes.
- De juin à septembre, il effectue des manœuvres et des escarmouches sur la ligne Armentières-Bailleul et leurs environs.
- Le 7 juillet, le régiment, rattaché à la 2e brigade d'avant-garde, 4e division de l'armée du Nord, campe à Aubencheul
- Le 28 août il est à Bailleul
- Le 31 août à Montauban et se dirige sur son dépôt situé à Bapaume qui porte son effectif à 635 hommes.
- Le 13 septembre, il est à la bataille de Messine[4]
- Fin septembre, le bataillon est de retour au camp Saint-Antoine de Bailleul.
- Le 4 octobre, il est envoyé pour débloquer Maubeuge.
- Le 15 et 16 octobre, on le trouve à la bataille de Wattignies et combat principalement à Quiévelon et Solre-le-Château. 
  - 15 octobre : Après avoir repoussé les tirailleurs ennemis à hauteur de Solre-le-Château le régiment est attaqué par un régiment de cavalerie qui avait déjà enfoncé l'aile droite de la division et à qui il avait pris 2 canons. La charge est arrêtée par le feu du 1er bataillon et les cavaliers survivants sont poursuivis par la cavalerie française qui récupère les 2 canons. Parmi les morts et blessés les Français relèveront le neveu du prince de Cobourg.
  - 16 octobre : Positionné à Quiévelon, il est assailli par différents corps de cavalerie, foudroyé par l'artillerie autrichienne il est mis en désordre avec d'autres corps d'infanterie française. Cerné dans un petit bois, faisant feu de toute part, il parvient à rallier d'autres forces arrêtant ainsi le succès de l'ennemi.
- Le 27 octobre, il est envoyé en diversion sur Charleroi. Il est ensuite dirigé sur le camp de Barbençon puis il est envoyé à l'armée de Rhin-et-Moselle et envoyé au secours de la forteresse de Landau bloquée depuis 3 mois.
- Le 28 novembre il est à la bataille de Kaiserslautern. Lors du repli de l'armée de la Moselle le bataillon est à l'arrière-garde. Il se porte ensuite devant le camp retranché des austro-prussiens à Lembach et s'y bat plusieurs jours.
- Le 23 décembre il est engagé dans les affaires visant à débloquer Landau et se retrouve ainsi dans les combats de Lembach durant la 2e bataille de Wissembourg. Il attaque, avec 5 ou 6 autres bataillons, les lignes défensives autrichiennes du Pigeonnier mais est arrêté immédiatement par une artillerie formidable qui massacre tout ce qui se présente.
- Les 24, 25 et 26 décembre, le bataillon se terre et durant 3 jours on se canonne fortement de part et d'autre. Landau est débloqué, l'ennemi se retire, et le bataillon le poursuit.

### 1794
- Le 4 janvier 1794, le bataillon est à Saint-Wendel dans l'électorat de Trèves. Le bataillon, épuisé, est envoyé successivement à Bitche, Phalsbourg puis Metz pour se recompléter.
- En mars il est à Phalsbourg,
- En avril à Metz
- Le 1er juin il s'établit à Lessy et est complété par incorporation de réquisitionnaires des districts de Joinville, de Vézelise, de Dieuze, de Sarreguemines, de Châteauneuf et de Rozoy et versé dans la division Huet. Le bataillon complété et reposé passe sous le commandement de l'armée du Rhin de Kléber.
- 8 juillet : Le régiment entre en campagne et vient occuper une position sur la route de Bliescastel. Il fait partie de l'expédition montée contre Saint-Ingbert et participe à plusieurs escarmouches dans la région. Il part ensuite avec le général Moreau en direction de Trèves.
- Le 8 août, il est à la bataille de Pellingen (Pellingen) ou il participe activement à la victoire en tournant l'ennemi par ses arrières le forçant à la retraite puis s'empare, le même jour d'un poste important de Consarbrück.
- Vers le 10 août, il est envoyé au blocus de Mayence et y reste jusqu'à la fin de l'année.

### 1795
- Le 30 avril 1795, le bataillon, toujours en poste au blocus de Mayence, fait partie de la colonne chargée d'attaquer la position du Plateau. Deux attaques furent lancées, une partie de la position fut prise mais les batteries autrichienne ouvrirent un feu si terrible, que la position, intenable, fut évacuée.
- Le 11 messidor an III, alors à  l'armée de Rhin-et-Moselle, au bivouac devant Mayence, le général Schauenburg formait la 201e demi-brigade de première formation, en amalgamant 
  - le 1er bataillon de volontaires de Paris,
  - le 1er bataillon de volontaires des Ardennes,
  - le 5e bataillon de volontaires de la Drôme et
  - le 12e bataillon de volontaires de la Gironde.

### Bataille de Jemappes
« Les 4, 5 et 6 novembre 1792, le 1er bataillon de volontaires de Paris fait partie de l'avant-garde. 

Les 1er, 2e et 3e bataillons de Paris étaient à la gauche du régiment de Flandres.

Le 1er bataillon a repoussé un bataillon de Cobourg, flanqué par des hussards.

Les 2e et 3e bataillons ont tiré sur des grenadiers hongrois.

Le bataillon de Saint-Denis a fléchi quelques instants, mais bientôt ses chefs l'ont ramené sur le champ de bataille où il s'est bien conduit.

Le 1er bataillon a capturé une pièce de 13.

Des soldats de Paris et des autres villes de la République souffrent depuis plus de deux mois de fatigues incroyables, passant la nuit au bivouac, gelés de froid et pénétrés par la pluie. »

## Personnalités
- Antoine Balland, capitaine puis chef de bataillon en second, puis chef de bataillon en premier.
- Nicolas-Joseph Maison, en 1791, en tant que volontaire.
- Louis-Pierre Javary, en 1791, en tant que volontaire.
- Charles-Eugène Duponchel (1748-1793), graveur, capitaine des canonniers dans le bataillon, mort des suites de la batailles d'Avesnes-le-Sec en septembre 1793[6].